# Geomalia heinrichi
Geomalia heinrichi là một loài chim trong họ Turdidae.